# 黃褐牛肝菌
黃褐牛肝菌（學名Boletus impolitus）是牛肝菌屬下的一種真菌。蕈傘上有細小的萌發孔。它們是食用菌，但很少會被食用。它們會在櫟屬上生長。

## 特徵
黃褐牛肝菌的蕈傘先呈半球形，逐漸會變得扁平，甚至反轉。蕈傘最初呈灰白色，期後會呈淡褐色或黃褐色，經常有被鎚擊的外觀。蕈傘直徑闊5-15厘米，可以高達20厘米。菌柄高5-15厘米，底部稍為扁平，呈黃色或有時紅色。它們沒有網，有時有一些紅點。萌發孔呈淡黃色，細小而圓。孢子印呈橄欖栗褐色。

## 分佈及生長地
在英格蘭南部的黃褐牛肝菌是在櫟屬上生長。在中歐，它們是生長在櫟屬及鵝耳櫪屬，與及松屬。

## 可食性
黃褐牛肝菌是可食用的，菌肉呈淡黃色，柔軟而有酸的氣味。

## 外部連結
- Описание на сайте «Грибы Калужской области» （页面存档备份，存于） （俄文）